# 登崎雅貴
登崎 雅貴（とざき まさき、1994年8月27日 - ）は、静岡県出身のサッカー選手。ポジションはDF。

## 来歴
怪我をしたセンターバックの代健司の代わりに第22節から出場すると、第33節にゴールを決めた。だがクラブの秩序風紀を乱す行為で12月10日付でカターレ富山との契約を解除された。2018年から矢崎バレンテに所属。

## 所属クラブ
- 2010年 - 2012年 常葉学園橘高等学校
- 2013年 - 2016年 常葉大学浜松キャンパスサッカー部
- 2017年 カターレ富山
- 2018年 - 矢崎バレンテFC

## 個人成績
| 国内大会個人成績 | 国内大会個人成績 | 国内大会個人成績 | 国内大会個人成績 | 国内大会個人成績 | 国内大会個人成績 | 国内大会個人成績 | 国内大会個人成績 | 国内大会個人成績 | 国内大会個人成績 | 国内大会個人成績 | 国内大会個人成績 |
| 年度             | クラブ           | 背番号           | リーグ           | リーグ戦         | リーグ戦         | リーグ杯         | リーグ杯         | オープン杯       | オープン杯       | 期間通算         | 期間通算         |
| 年度             | クラブ           | 背番号           | リーグ           | 出場             | 得点             | 出場             | 得点             | 出場             | 得点             | 出場             | 得点             |
| 日本             | 日本             | 日本             | 日本             | リーグ戦         | リーグ戦         | リーグ杯         | リーグ杯         | 天皇杯           | 天皇杯           | 期間通算         | 期間通算         |
| ---------------- | ---------------- | ---------------- | ---------------- | ---------------- | ---------------- | ---------------- | ---------------- | ---------------- | ---------------- | ---------------- | ---------------- |
| 2017             | 富山             | 18               | J3               | 12               | 1                | -                | -                | 0                | 0                | 12               | 1                |
| 2018             | 矢崎             | 5                | 東海1部          | 6                | 0                | -                | -                | -                | -                | 6                | 0                |
| 通算             | 日本             | 日本             | J3               | 12               | 1                | -                | -                | 0                | 0                | 12               | 1                |
| 通算             | 日本             | 日本             | 東海1部          | 6                | 0                | -                | -                | -                | -                | 6                | 0                |
| 総通算           | 総通算           | 総通算           | 総通算           | 18               | 1                | -                | -                | 0                | 0                | 18               | 1                |

- Jリーグ初出場 - 2017年3月12日 J3 第1節 対FC東京U-23戦（夢の島） 90+3分

## 代表・選抜歴
- 2015年 第29回デンソーチャレンジカップサッカー 東海・北信越代表
- 2016年 第30回デンソーチャレンジカップサッカー 東海・北信越代表

## タイトル
- 2014年 第53回東海学生サッカーリーグ戦 ベストイレブン
- 2015年 第54回東海学生サッカーリーグ戦 優勝・ベストイレブン